# Васильев, Артём Михайлович
Артём Миха́йлович Васи́льев (род. 20 октября 1974) — российский композитор и педагог.

## Биография
В 1980 году переехал в Москву, с 12 лет начал заниматься музыкой у Г. И. Шатковского. Поступил на теоретическое отделение Музыкального училища имени Гнесиных, учился композиции у Ю. В. Воронцова, также брал уроки электроакустической музыки у А. И. Киселёва. Окончил училище в 1995 году с отличием и был принят на композиторское отделение Московской консерватории (класс профессора Ю. В. Воронцова). Параллельно обучению с 1997 года преподавал в училище имени Гнесиных основы электронной музыки и музыкальную информатику. В 2000 году по завершении обучения в консерватории, также с отличием, — оставался в аспирантуре до 2002 года, был разработчиком курса электронной композиции.
С 2001 года — стипендиат Королевской академии музыки (Лондон), где в 2003 году получил степень магистра, а в 2010 году докторскую степень (в классе профессора Брайана Элиаса. Там же в 2006—2010 годах занимался преподавательской деятельностью, оркестровал музыку к кинофильмам. По возвращении в Москву в 2010 году совмещал творческую деятельность с работой в компании Ямаха Музыка (2011—2016), а также продюсированием на Общественном телевидении России (2013—2018).
В 2016 году в Екатеринбургском театре оперы и балета состоялась премьера балета «Снежная королева» в постановке Вячеслава Самодурова. За эту работу в 2018 году А. Васильев был номинирован на «Золотую маску».
с 2016 года является преподавателем кафедры сочинения по курсу «Основы медиамузыки» в Московской Консерватории имени Чайковского.
Сочинения А. Васильева исполняются на концертах современной музыки в Московской консерватории, на фестивалях «Московская осень», «Возвращение», «Московский Форум», a также на фестивалях современной музыки в Европе и США.
Член Российской Ассоциации электроакустической музыки при ЮНЕСКО с 1995 года, член Союза композиторов России с 2001 года, член правления Гильдии композиторов при Союзе кинематографистов РФ, вице-президент Российской ассоциации электроакустической музыки, член-корреспондент Королевской академии музыки с 2018 года, член Академии Айворса с 2002 года.

### Семья
Женат, сын.

## Сочинения
- Пути для электроники (1996)
- Жесты для кларнета и магнитофонной ленты (1997)
- Трио для виолончели, баяна и ударных (1998)
- Пять пьес для фортепиано соло
- Пять пьес для скрипки и фортепиано (1998)
- Game Over для гобоя, скрипки и фортепиано (1998)
- MODES для электровиолончели и живой электроники
- Story 1 для скрипки и электроники (2000)
- Vivere memento для оркестра (2000)
- В золотой клетке для альта и фортепиано 2001)
- Konzertique для гобоя, струнного оркестра и фонограммы (2001)
- Cadenza для струнного оркестра (2001)
- Из песни для хора a capella (2002)
- Z-Time для камерного ансамбля (2002)
- Poles apart для электроакустики (2002)
- Иллюзии и проекции для камерного ансамбля ([003)
- Spiral Dive для камерного ансамбля (2003)
- Stanza для органа и валторн
- Концертный дуэт для альта и виолончели (2005)
- Кентервильское привидение, балет по О. Уайльду (2005)
- Три этюда для фортепиано (2006)
- Лезгинка для контрабаса соло (2006)
- Perpetual lamentations для фортепианного квинтета (2006)
- Диптих для блок-флейты соло (2006)
- Valere Iubere для блок-флейты и струнного оркестра (2006)
- Con rimpianto для виолончели, камерного ансамбля и электроники (2007)
- Neatham Mill Rhapsody для струнного трио (2007)
- Таинственный сад балет в 2-х актах, либретто Л. Брианс (2007)
- 10 простых ответов для 10 тромбонов (2008)
- А кто здесь кукла? для аккордеона (2008)
- Прелюдия и постлюдия для струнного квартета (2009)
- Чарли и Мария балет в 2-х актах, либретто А. Уиллера (2010)
- Вологодские кружева для симфонического оркестра и фонограммы (2011)
- Подражание Джоби Тэлботу для гобоя, скрипки и фортепиано (2014)
- Снежная королева, балет по Г. Х. Андерсену, либретто В. Самодурова (2016)

## Фильмография
- 2006 — Пенелопа (оркестровка)
- 2006 — Чемпионат 66 года (оркестровка)
- 2007 — Мишка на севере (оркестровка)
- 2007 — Сын Рэмбо (оркестровка)
- 2009 — Убийца внутри меня (оркестровка)
- 2014 — Тайна тёмной комнаты
- 2014 — Уик энд
- 2015 — 72 часа
- 2015 — Вакантна жизнь шеф-повара
- 2015 — Воин
- 2015 — Конец прекрасной эпохи
- 2016 — Опасные каникулы
- 2016 — София
- 2016 — Экипаж
- 2018—2019 — Годунов
- 2019 — Короткие волны (совместно с В. Пресняковым младшим)
- 2019 — Отчим
- 2020 — Грозный
- 2020 — Диверсант. Крым
- 2022 — Умка (в соавторстве)
- 2022 — Чемпион мира
- 2024 — В баню!

## Призы и награды
- первая премия в номинации «В резиденции» 23-го Конкурс электроакустической музыки (Бурж, Франция; 1996)
- почётная премия в номинации «В резиденции» 24-го Конкурса электроакустической музыки (Бурж, Франция; 1997)
- первая премия в номинации «В резиденции» 25-го Конкурса электроакустической музыки (Бурж, Франция; 1998)
- приз фонда ансамбля Синфониетта Кёльн и концертного агентства Беккер (2000)
- приз Моско Карнер Лондонской Королевской академии музыки (2001)
- приз Пуллен Лондонской Королевской академии музыки (2002)
- приз Мортимер 2005 — Объединение «Друзья Лондонской Королевской академии музыки» (2005)
- приз Мортимер 2006 — Объединение «Друзья Лондонской Королевской академии музыки]» (2006)
- приз Фонда Артура Блисса (2006)
- приз II Международного фестиваля исторического кино «Угра» — 2014 за лучшую музыку в фильме — «Тайна тёмной комнаты» (2014)[7]
- премия «Золотой орёл — 2017» за лучшую музыку к фильму — «Экипаж» (2016)[8]
- специальный приз ТЭФИ 2017 за телесериал «София» (2017)
- премия Ассоциации продюсеров кино и телевидения 2020 — за лучшую оригинальную музыку к сериалу «Отчим» (2019)
- премия «Золотой орёл — 2023» за лучшую музыку к фильму «Чемпион мира»[9].

## Комментарии
1. ↑  В 1995 году прошёл стажировку по электроакустической музыке в Институте экспериментальной музыки в Бурже, в 1997 году — в электронной студии Венгерского радио в Будапеште, а в 1999 году — в Бирмингемском университете